# Andy Diouf
Pour les articles homonymes, voir Diouf.
Andy Diouf, né le 17 mai 2003 à Neuilly-sur-Seine en France, est un footballeur français qui évolue au poste de milieu central au RC Lens.

## Biographie

### Carrière en club

#### Stade rennais FC (2021-2023)
Né le 17 mai 2003 à Neuilly-sur-Seine, dans les Hauts-de-Seine, en France, Andy Diouf est notamment formé par le Paris Saint-Germain entre 2012 et 2015 et l'AC Boulogne-Billancourt entre 2015 et 2018 avant de rejoindre le Stade rennais FC en 2018.
Le 10 décembre 2020, Andy Diouf signe son premier contrat professionnel avec le Stade rennais FC.
Il joue son premier match en professionnel le 9 mai 2021, lors d'une rencontre de Ligue 1 face au Paris Saint-Germain. Il entre en jeu lors de cette rencontre où les deux équipes se neutralisent (1-1 score final).
Le 18 février 2022, Andy Diouf prolonge son contrat avec le Stade rennais FC jusqu'en juin 2025.

#### Prêt au FC Bâle (2022-2023)
Le 18 juillet 2022, Andy Diouf est prêté par le Stade rennais au FC Bâle pour une saison avec option d'achat,.
Il joue son premier match sous ses nouvelles couleurs le 24 juillet 2022, lors de la deuxième journée de la saison 2022-2023 du championnat Suisse, face au Servette FC. Il entre en jeu à la place de Wouter Burger et les deux équipes se neutralisent (1-1 score final). Le jeune milieu de terrain s'impose rapidement comme un joueur régulier du club bâlois, ses prestations attirant par ailleurs l'intérêt de plusieurs clubs de Bundesliga.
Après une première saison en suisse, le club du FC Bâle lève l'option d'achat de 5,5 M€ pour un contrat jusqu'en 2027 à partir du 1er juillet 2023.

#### RC Lens (depuis 2023)
Le 30 juin 2023, Andy Diouf s'engage en faveur du RC Lens en paraphant un contrat de cinq ans jusqu'en 2028 contre 15 millions d'euros,,,. Il y porte le numéro 18 et devient le plus gros transfert de l'histoire de Lens avant d'être détrôné deux mois plus tard par Elye Wahi.[réf. souhaitée] Le 28 janvier 2024, il inscrit son premier but sous ses nouvelles couleurs en inscrivant face au Toulouse FC une magnifique volée de son mauvais pied trompant Guillaume Restes.[réf. souhaitée]

### Carrière en sélection
Andy Diouf représente l'équipe de France des moins de 17 ans. Il joue deux matchs avec cette sélection en 2019. 
En mai 2022, Diouf est convoqué avec l'équipe de France des moins de 19 ans pour participer au championnat d'Europe des moins de 19 ans en 2022. Il joue quatre matchs dans cette compétition dont deux comme titulaire. Son équipe se hisse jusqu'en demi-finale, battue par Israël (1-2 score final),. 
Diouf joue également avec les moins de 20 ans, faisant au total six apparitions entre 2022 et 2024, et marquant deux buts.
Le 20 mars 2023, il est appelé pour la première fois par Sylvain Ripoll en équipe de France espoirs pour affronter l'Angleterre et l’Espagne en remplacement de Maxence Caqueret blessé,. Il joue sa première apparition avec les espoirs lors de ce rassemblement, le 25 mars 2023 face aux Anglais. Il entre en jeu à la place de Manu Koné et son équipe s'incline (4-0 score final). En 2024, il participe au Tournoi Maurice Revello avec l'équipe de France espoir.
Il est dans la liste des réservistes de Thierry Henry pour disputer les Jeux olympiques 2024 à Paris. Il prend finalement part à deux matchs, étant titulaire lors du dernier match de poule contre la Nouvelle Zélande avant d'être de nouveau titulaire en demi-finale contre l'Égypte. 
En juin 2025, il est sélectionné pour participer à l'Euro espoirs.  

## Statistiques
| Saison                | Club                  | Championnat           | Championnat | Championnat | Championnat | Coupe(s) nationale(s) | Coupe(s) nationale(s) | Coupe(s) nationale(s) | Compétition(s) continentale(s) | Compétition(s) continentale(s) | Compétition(s) continentale(s) | Compétition(s) continentale(s) | Total | Total | Total |
| Saison                | Club                  | Division              | M.          | B.          | P.d.        | M.                    | B.                    | P.d.                  | Comp.                          | M.                             | B.                             | P.d.                           | M.    | B.    | P.d.  |
| 2020-2021             | Stade rennais FC      | Ligue 1               | 1           | 0           | 0           | -                     | -                     | -                     | C1                             | -                              | -                              | -                              | 1     | 0     | 0     |
| 2021-2022             | Stade rennais FC      | Ligue 1               | 5           | 0           | 0           | 1                     | 0                     | 0                     | C4                             | -                              | -                              | -                              | 6     | 0     | 0     |
| Sous-total            | Sous-total            | Sous-total            | 6           | 0           | 0           | 1                     | 0                     | 0                     | -                              | -                              | -                              | -                              | 7     | 0     | 0     |
| 2022-2023             | FC Bâle (prêt)        | Super League          | 34          | 0           | 3           | 5                     | 0                     | 2                     | C4                             | 18                             | 3                              | 2                              | 57    | 3     | 7     |
| 2023-2024             | RC Lens               | Ligue 1               | 25          | 1           | 0           | 1                     | 0                     | 0                     | C1+C3                          | 2+2                            | 0                              | 0                              | 30    | 1     | 0     |
| 2024-2025             | RC Lens               | Ligue 1               | 34          | 1           | 2           | 1                     | 0                     | 0                     | C3                             | 2                              | 0                              | 0                              | 37    | 1     | 2     |
| 2025-2026             | RC Lens               | Ligue 1               | 1           | 0           | 0           | -                     | -                     | -                     | -                              | -                              | -                              | -                              | 1     | 0     | 0     |
| Sous-total            | Sous-total            | Sous-total            | 60          | 2           | 2           | 2                     | 0                     | 0                     | -                              | 6                              | 0                              | 0                              | 68    | 2     | 2     |
| Total sur la carrière | Total sur la carrière | Total sur la carrière | 100         | 2           | 5           | 8                     | 0                     | 2                     | -                              | 24                             | 3                              | 2                              | 132   | 5     | 9     |

## Palmarès

### En sélection nationale
- France olympique :
  -  Vice-champion aux Jeux olympiques de 2024.

## Décorations
- Chevalier de l'ordre national du Mérite (décret du 23 septembre 2024)[1]